# Len Zaslavsky
Leonid "Len" Zaslavsky (ur. 26 listopada 1969) – australijski zapaśnik walczący przeważnie w stylu wolnym. Olimpijczyk z Atlanty 1996, gdzie zajął piętnaste miejsce w kategorii 62 kg.
Szósty na igrzyskach Wspólnoty Narodów w 2002. Pięciokrotny medalista mistrzostw Oceanii w latach 1990 - 2002.
- Turniej w Atlancie 1996

Pokonał Kambodżańczyka Vatha Chamroeuna, a przegrał z Giovanni Schillacim z Włoch i Ramilem Isłamowem z Uzbekistanu.